# Dark Chronicle
Dark Chronicle est un jeu vidéo de type action-RPG développé par Level-5 et édité par Sony Computer Entertainment. Il est sorti fin 2002 sur PlayStation 2. Depuis Janvier 2016, le jeu est disponible sur le Store US et EU du Playstation Network en version remastérisée pour Playstation 4.

## Synopsis
Palm Brinks est une ville tranquille mais aucun habitant n'a le droit d'en sortir. Pourquoi ? Personne n'en parle, les habitants ne s'en préoccupent pas et vivent normalement.
Maximilien, apprenti inventeur et habitant de Palm Brinks, aimerait retrouver sa mère qui a disparu lorsqu'il était jeune. Il vit une vie banale jusqu'au jour où un cirque fait une représentation en ville...
Par hasard, Maximilien entend une conversation secrète entre Flotsam, le directeur du cirque, et le maire. Ces derniers parlent d'une pierre précieuse qui se trouve dans Palm Brinks. Le directeur surprend Maximilien et découvre que la pierre est au cou du jeune homme. Une poursuite effrénée commence. Maximilien dans sa fuite, sort de la ville et découvre que le monde a été dévasté par l'empereur Griffon. Il va tout faire pour stopper ce dernier, reconstruire les villes en ruines, et par la même occasion retrouver sa mère.

## Système de jeu

### Généralités
Après quelques péripéties Maximilien obtient un robot construit par son professeur, puis, au fil de l'aventure, Monica se joint à lui. Ces trois personnages (quatre lorsque Monica apprend à se transformer) peuvent être dirigés à tout moment, un par un. De plus Monica possède plusieurs transformations que l'on obtient en battant certains monstres d'une manière spéciale.

### Géorama
Le système de Géorama, repris de Dark Cloud, permet de construire où le joueur le veut dans les villes dévastées. La vision est ici à la troisième personne.
Maximilien, grâce à sa pierre (rouge), peut emmener son équipe 100 ans dans le futur. Quant à Monica, grâce à sa pierre (bleue), peut faire le voyage en sens inverse, c’est-à-dire 100 ans dans le passé. Il est donc possible de voir l'évolution des villes dans le futur suivant les modifications faites dans le présent.
Chaque objet (habitation, banc, rivière, etc.) peut être construit lorsque le joueur a récupéré une gemme adéquate (appelée Geopierre), ainsi que les matériaux nécessaires (morceau de bois, barre de métal, etc.) Les matériaux ainsi que les gemmes sont en général possédés par les monstres aux alentours des villes.

### Combats
Il existe toute sorte de monstres à la périphérie des villes, répartis dans plusieurs niveaux. Une petite carte transparente peut s'afficher à la demande du joueur. Les phases de combat se déroulent avec une vue à la troisième personne.
Des objets d'attaque tel que les bombes, ainsi que des objets annulant des états spéciaux tel que l'antidote qui guérit du poison, peuvent être utilisés en plein combat.
Une jauge de vie mesure les blessures du personnage, arrivée à 0 il meurt, si tous les personnages sont morts, la partie est terminée. Divers objets tel que le pain permettent de récupérer de la vie. Avec le même principe, une jauge pour chaque arme représente son état de solidité, arrivée à 0, l'arme est cassée.

### Évolution
Chaque monstre tué donne de l'argent, de l'expérience et parfois un objet. Ces points d'expérience permettent d'améliorer les armes des personnages. Lorsque la jauge d'expérience d'une arme est pleine, il est possible de la fusionner avec des cristaux trouvés par le joueur. Cette fusion permet d'améliorer l'arme suivant la spécialité du cristal (feu, glace, solidité, masse, cyclone, etc.) Après avoir été améliorée, si l'arme remplit certaines conditions (il faut parfois avoir tué certains monstres), il est possible de la transformer en arme plus puissante. 
De la même manière, il est possible de se procurer de nouveaux équipements pour le robot en échange de points d'expérience. Ces équipements peuvent également être fabriqués par Maximilien.

### Invention
Maximilien est un inventeur, il peut prendre en photo n'importe quel objet intéressant, puis faire des combinaisons, tel que « fenêtre+fontaine+tonneau » donne une 'recette' pour créer un aquarium. Chaque 'recette' peut être créée si le joueur possède les matériaux nécessaires.

## Bande-son
Le compositeur du jeu est Tomohito Nishiura.

## Personnages
Héros :
Maximilien : il est à la recherche de sa mère.
Monica : Elle veut sauver le futur d'où elle vient.
Antagonistes :
Flotsam : directeur d'un cirque, il recherche les pierres pour le compte de Griffon et maltraite le maire. C'est le chef des clowns, de la jongleuse, d'Halloween, de l'homme fort, un sbire de Griffon puis il devient le second du génie sombre. Son thème musical est le tango au clair de lune.
Dr Jaming : le second de Gaspard.
Gaspard : un semi-démon rejeté qui a assassiné le père de Monica.
Griffon (de son vrai nom Sirus) : l'antagoniste principal, il veut détruire le monde pour venger son amie.
L'élément sombre : créé par Sirus, il veut dominer le monde.
Le Génie Sombre : il recueille Flotsam et veut diriger le monde et pour cela, manger Max et Monica.

## Développement
Son prédécesseur est Dark Cloud, Dark Chronicle n'est pas une suite à proprement parler, mais la plupart des éléments du gameplay ont été repris et améliorés.